# Minla gorjaestriada
La minla gorjaestriada (Actinodura strigula) és un ocell de la família dels leiotríquids (Leiothrichidae).

## Hàbitat i distribució
Habita els boscos de les muntanyes, al nord i est de l'Índia des d'Himachal Pradesh cap a l'est fins Arunachal Pradesh cap al sud fins les muntanyes Khasi, Manipur i Nagaland, sud-est del Tibet, Myanmar (a excepció del centre i el sud), sud-oest de la Xina al sud de Szechwan i Yunnan, nord-oest de Tailàndia, nord de Laos, nord del Vietnam al nord-oest de Tonquín i Malaca

## Taxonomia
Antany ubicat al gènere Minla, va ser ubicada a Actinodura, arran els treballs de Cibois et al. 2018.